# Championnat de Côte d'Ivoire de football 2008
Navigation
2007 2009
La saison 2008 de Ligue 1 est la 50e édition du Championnat de Côte d'Ivoire de football. L'ASEC Mimosas a essayé de remporter pour la 23e fois le titre de champion mais c'est l'Africa Sports National qui a remporté le Championnat. La ligue opposait les quatorze meilleurs clubs ivoiriens en un tournoi aller-retour hebdomadaire de février à novembre 2008 - avec quelques exceptions dues aux calendriers ivoirien, africain et international. Le grand changement cette année fut le changement du sponsor officiel, Orange Côte d'Ivoire laisse la place à MTN Côte d'Ivoire.
Cette année, la LFT, présidée par Sory Diabaté, et la FIF, présidée par Jacques Anouma, ont garanti plus de sécurité, de meilleures infrastructures et un meilleur football afin de pouvoir « vendre le championnat à l'extérieur et retrouver son lustre d'antan ». Ainsi plus de forces de l'ordre ont été déployées dans les stades, des enceintes sportives sont prêtées aux clubs n'ayant pas de stade de football de haut niveau. La MTN Ligue 1 bénéficie d'une meilleure médiatisation que les éditions précédentes avec l'internationalisation des chaînes RTI Première et RTI Sport TV. Le football national ivoirien en 2008 fait le tour de la planète aussi grâce à Internet et aux résumés des journées dans l'émission Afrogoal sur TPS Foot et Direct 8, et sur d'autres émissions télévisées sur le football africain.
La MTN Ligue 1 2008 fut une compétition importante et décisive pour les joueurs ivoiriens, elle constituait une chance de se faire remarquer pour une éventuelle sélection au CHAN Côte d'Ivoire 2009.
| \| Abidjan : ASEC Mimosas, Africa Sports, Stade d'Abidjan, Stella d'Adjamé, JC Abidjan SOA SC Gagnoa Sabé Sports ES Bingerville RC Daloa Denguelé Sports Issia Wazy ASC Ouragahio USC Bassam \| Localisation des clubs engagés dans le championnat. |
| Abidjan : ASEC Mimosas, Africa Sports, Stade d'Abidjan, Stella d'Adjamé, JC Abidjan SOA SC Gagnoa Sabé Sports ES Bingerville RC Daloa Denguelé Sports Issia Wazy ASC Ouragahio USC Bassam                                                           |

## Subventions
| Clubs                      | Subventions de base (F CFA) | Subvention de classement (F CFA) | Subvention sous condition MTN (F CFA) |
| -------------------------- | --------------------------- | -------------------------------- | ------------------------------------- |
| Champion L1 2007 (L1 2007) | 20 millions                 | 20 millions                      | 18 millions                           |
| Vice-champion (L1 2007)    | 20 millions                 | 20 millions                      | 18 millions                           |
| 3e (L1 2007)               | 20 millions                 | 15 millions                      | 18 millions                           |
| 4e (L1 2007)               | 20 millions                 | 15 millions                      | 18 millions                           |
| autres                     | 20 millions                 | -                                | 18 millions                           |

## Sponsoring et partenariat

### Sponsor officiel de ligue
Après la signature entre le géant de la téléphonie mobile africain MTN Côte d'Ivoire et Jacques Anouma, président de la Fédération ivoirienne de football, MTN-CI est le nouveau sponsor officiel de la ligue ivoirienne de football pour les années 2008, 2009 et 2010. MTN-CI succède ainsi à Orange Côte d'Ivoire.
Cette signature prévoit l'intégration de « MTN » dans le nom de la ligue 1 et ligue 2, ainsi les « Ligue 1 Orange » et « Ligue 2 Orange » deviennent « MTN Ligue 1 » et « MTN Ligue 2 ». Tous les 14 clubs engagés dans le championnat de Ligue 1 devront obligatoirement floquer le logo du sponsor sur les manches des maillots et percevront en retour 20 millions de franc CFA soit à peu près 30 490 euros. 18 millions de F CFA de plus seront versés aux clubs acceptant de floquer un autre logo, cette fois sur la poitrine. Mais pour cette proposition dépend de l’appréciation des clubs, car certains pourraient avoir des partenaires individuels qu’ils voudraient mettre en exergue sur leurs maillots. Mais à une condition : à part MTN Côte d’Ivoire aucun autre opérateur de téléphonie ne doit figurer sur les maillots, MTN ayant l’exclusivité du partenariat.

### Autres sponsors
Certains clubs n'ayant pas accepté la « formule des 18 millions » de MTN-CI, possèdent leur propre sponsor comme l'ASEC Mimosas avec le Groupe SIFCA.
LONACI et la RTI, sont les autres sponsors du Championnat de Côte d'Ivoire de football 2008, la MTN Ligue 1 2008.

### Partenaires et mécènes
Parmi les partenaires officiels de la ligue on compte : le groupe Bolloré, Côte d'Ivoire Télécom, la Société ivoirienne de raffinage, LONACI, PETROCI, la Banque nationale d'Investissement, Orange, Côte d'Ivoire Terre de Cacao et Côte d'Ivoire une tradition de Café. Les partenaires leaders sont la filière café-cacao à travers la FDPCC, la BCC, la FRC, l'ARCC, la FGCCC et MTN-CI.
Le Port autonome d'Abidjan (PAA) et la Radiodiffusion-Télévision ivoirienne (RTI) sont les principaux partenaires ayant signé des accords entre la Fédération ivoirienne de football (FIF) et la ligue professionnelle de football. La RTI est une fois de plus partenaire de la Ligue 1, c'est un partenaire historique du football ivoirien. En ce qui concerne le visuel avec notamment les chaînes La Première, TV2 et surtout RTI Sport TV, la RTI est un groupe audiovisuel important pour la MTN Ligue 1 grâce à la diffusion qu'elle permet sur l'étendue du territoire national. Étant sur le bouquet Canalsat Horizons, RTI Sport et RTI Première permettent la diffusion dans plus de 40 pays.
La SOGEPIE, la CIDT et l'ATCI sont des mécènes de la MTN Ligue 1.

### Fournisseurs officiels
Les fournisseurs officiels du Championnat de Côte d'Ivoire de football 2008 sont Uhlsport, Puma et Coca-Cola.

## Les clubs de l'édition 2008
| Club            | Entraîneur          | Stade                                        | Capacité   | Promu en MTN Ligue 1 |
| --------------- | ------------------- | -------------------------------------------- | ---------- | -------------------- |
| ASEC Mimosas    | Patrick Liewig      | Stade Félix Houphouët-Boigny                 | 55 000     | non                  |
| Africa Sports   | Toto Nobile         | Stade Robert-Champroux                       | 20 000     | non                  |
| SOA             | Lanciné Koné        | Stade de Yamoussoukro Stade Robert-Champroux | 20 000     | non                  |
| SC Gagnoa       | Jean-Claude Boussou | Stade Victor Biaka Boda                      | 20 000     | non                  |
| Sabé Sports     | Kessié Gervais      | Stade municipal de Bouna                     | 10 000     | non                  |
| Stade d'Abidjan | Zahui Madou Laurent | Stade municipal d'Abidjan                    | 9 000      | non                  |
| Stella d'Adjamé | Basile Aka Kouamé   | Stade Auguste-Denise                         | 8 000      | non                  |
| ES Bingerville  | Téti Gnabo          | Stade de Bingerville                         | 4 000      | non                  |
| RC Daloa        | Lago Bailly         | Stade municipal de Daloa                     | 4 000      | non                  |
| Denguelé Sports | Camara Vakaba       | Stade municipal d'Odienné                    | 3 000      | non                  |
| Issia Wazy      | Boudo Mory          | Stade d'Issia                                | rénovation | non                  |
| JC Abidjan      | Nobert Saraka       | Stade du Port autonome d'Abidjan             | ?          | non                  |
| AS Ouragahio    | Sékou Fofana        | Stade de Ouragahio Stade de Mama             | rénovation | oui                  |
| USC Bassam      | Bohé Norbert        | Stade municipal de Bassam                    | -          | oui                  |

## Transferts

### Mercato pré-saison
Jeunesse club d'Abidjan
A : Adou François (gardien, Denguélé), N’Guettia N’Guessan (gardien, RC Daloa), Kassi Mathias (défenseur, AS Denguélé), Haidara Abdoulaye (défenseur, RC Daloa), Assé Léopold (défenseur, Denguélé), Sery Dogbo Serge (milieu, Sporting Gagnoa), Adouhili Prince (attaquant, Sporting), Ottokoré Florent (milieu, Denguélé), Guiria Pierre (attaquant, Sabé), Doh Guédé (attaquant, Reveil Daloa), Ediman Habib (Man FC), Yéo Leofra (milieu, Denguélé), Kouakou Brice (ailier, RCK)
Africa sport national
A : Cyril Domoraud (Def - US Créteil), Patrice Zéré, Jean-Jacques Tizié
D : Ottro Gnakabi (SOA)

## Compétition
Le barème utilisé pour le classement est le suivant :
- Victoire : 3 points
- Match nul : 1 point
- Défaite, abandon ou forfait : 0 point

### Classement
| Rang | Équipe          | Pts | J  | G  | N  | P  | Bp | Bc | Diff |
| ---- | --------------- | --- | -- | -- | -- | -- | -- | -- | ---- |
| 1    | Africa Sports T | 52  | 26 | 15 | 7  | 4  | 41 | 19 | +22  |
| 2    | ASEC Mimosas C  | 51  | 26 | 13 | 12 | 1  | 46 | 17 | +29  |
| 3    | SOA             | 46  | 26 | 12 | 10 | 4  | 31 | 15 | +16  |
| 4    | USC Bassam P    | 41  | 26 | 11 | 8  | 7  | 31 | 23 | +8   |
| 5    | Sabé Sports     | 39  | 26 | 10 | 9  | 7  | 26 | 27 | -1   |
| 6    | JC Abidjan      | 38  | 26 | 11 | 5  | 10 | 24 | 22 | +2   |
| 7    | Stella d'Adjamé | 36  | 26 | 9  | 9  | 8  | 28 | 31 | -3   |
| 8    | Stade d'Abidjan | 34  | 26 | 10 | 4  | 12 | 29 | 31 | -2   |
| 9    | Denguelé Sports | 31  | 26 | 9  | 4  | 13 | 38 | 37 | +1   |
| 10   | Issia Wazy      | 31  | 26 | 7  | 10 | 9  | 25 | 25 | 0    |
| 11   | ES Bingerville  | 29  | 26 | 7  | 8  | 11 | 20 | 31 | -11  |
| 12   | ASC Ouragahio P | 29  | 26 | 8  | 5  | 13 | 22 | 39 | -17  |
| 13   | SC Gagnoa       | 19  | 26 | 4  | 7  | 15 | 15 | 43 | -28  |
| 14   | RC Daloa        | 17  | 26 | 3  | 8  | 15 | 19 | 44 | -25  |

|  | Qualifié pour la Ligue des champions de la CAF 2009 |
|  | Qualifié pour la Coupe de la CAF 2009               |
|  | Relégation en Division 2                            |

### Buteurs
| Class. | Joueur                        | Club       | Buts |
| ------ | ----------------------------- | ---------- | ---- |
| 1      | Cyriaque Gohi Bi Zoro         | ASEC       | 22   |
| 2      | Olie Koffi Kan Tobie          | Africa     | 16   |
| 3      | Olivier Gnakabi Ottro         | SOA        | 10   |
| 4      | Corbin Franck-Arnaud Guedegbe | RC Daloa   | 9    |
| 5      | Charles Trazié Djé Bi         | Denguélé   | 8    |
| 6      | Hermann Yao Kouassi           | USC Bassam | 6    |
| 6      | Kouassi Koffi                 | Africa     | 6    |
| 6      | Moussa Diabate                | Denguélé   | 6    |
| 6      | Bamba Siaka                   | Issia      | 3    |
| 6      | Gerard Gohou Bi Goua          | JCA        | 3    |

## Statistiques
- Nombre de buts total : 400 buts
- Moyenne de buts par match : 2,1

## Records
- Victoire la plus large : ASEC Mimosas-SC Gagnoa 5-0 et ASEC Mimosas-ASC Ouragahio 5-0
- Victoire la plus large à l'extérieur : JC Abidjan-Denguelé Sports 1-4
- Plus grand nombre de buts dans un match : 5 buts
- Plus grand nombre de buts sur une journée : 24 buts lors des 4e et 5e journées
- Meilleur buteur : Cyriaque Gohi Bi Zoro (22 buts - ASEC Mimosas)
- Meilleur attaque : ASEC Mimosas (46 buts inscrits)
- Meilleur défense  : SOA (15 buts encaissés)

## Bilan de la saison
| Tableau d'honneur                                                    |               |
| Compétition                                                          | Vainqueur     |
| Championnat de Côte d'Ivoire de football                             | Africa Sports |
| Coupe de Côte d'Ivoire de football                                   | ASEC Mimosas  |
| Supercoupe de Côte d'Ivoire de football Coupe Félix Houphouët-Boigny | ASEC Mimosas  |

| Qualifications continentales 2010  |                            |
| Compétition                        | Qualifié                   |
| Ligue des champions de la CAF 2009 | Africa Sports ASEC Mimosas |
| Coupe de la CAF 2009               | SOA USC Bassam             |

| Promotions et relégations |                    |
| Relégués en 2e division   | SC Gagnoa RC Daloa |
| Promus en 1re division    | Séwé Sports EFYM   |